# Гвоздено доба (роман)
Гвоздено доба је историјски роман српског књижевника Добрила Ненадића.

## Радња
Роман се бави првим сусретом Грејнџа, мале хорде људи из каменог доба који још увек живе у пећинама, са келтским досељеницима који живе у шаторима и каменим кућама и доносе нову технологију - гвоздено доба.